# Anamastigona penicillata
Anamastigona penicillata är en mångfotingart som först beskrevs av Karl Wilhelm Verhoeff 1901.  Anamastigona penicillata ingår i släktet Anamastigona och familjen Anthroleucosomatidae. Inga underarter finns listade i Catalogue of Life.